# PKP SM25 sorozat
Az PKP SM25 sorozat egy lengyel C tengelyelrendezésű dízelmozdony-sorozat. Összesen 3 darabot gyártottak belőle 1961 és 1963 között.

## Története
A Voith hidraulikus sebességváltóval ellátott mozdony tervei (az első ilyen típusú mozdony Lengyelországban) 1959 és 1960 között készültek, az SN80 DMU tervével együtt - bár ez utóbbi nem használta a Voith-rendszert. Az új mozdonyokat az elavult PKP SM30 sorozat leváltására szánták - az SM30-ast azonban még jóval az SM25-ös gyártásának leállítása után is gyártották.
Az SM25 gyártása 1961-ben kezdődött és 1963-ban fejeződött be. Ezekben az években mindössze három darab gördült le a Fablok gyártósorról Chrzanówban, mivel a Voith hidraulikus erőátviteli egységek importálása komoly nehézségekbe ütközött.
A három megépített példányt a krakkói raktárba küldték, ahol az 1970-es évek végéig, az iparnak való eladásukig szolgáltak.
Egy példányt - az 1962-ben gyártott SM25-002 (sorozatszám: 5427) - a Varsói Vasúttörténeti Múzeum kiállítási tárgyaként őrizték meg.